# Johann III. Mühlmann
Johann III. Mühlmann (auch Mülmann; getauft am 5. November 1642 in Leipzig; † 24. April 1715 ebenda) war ein deutscher Antiquar, Historiker, Numismatiker und Übersetzer.

## Leben

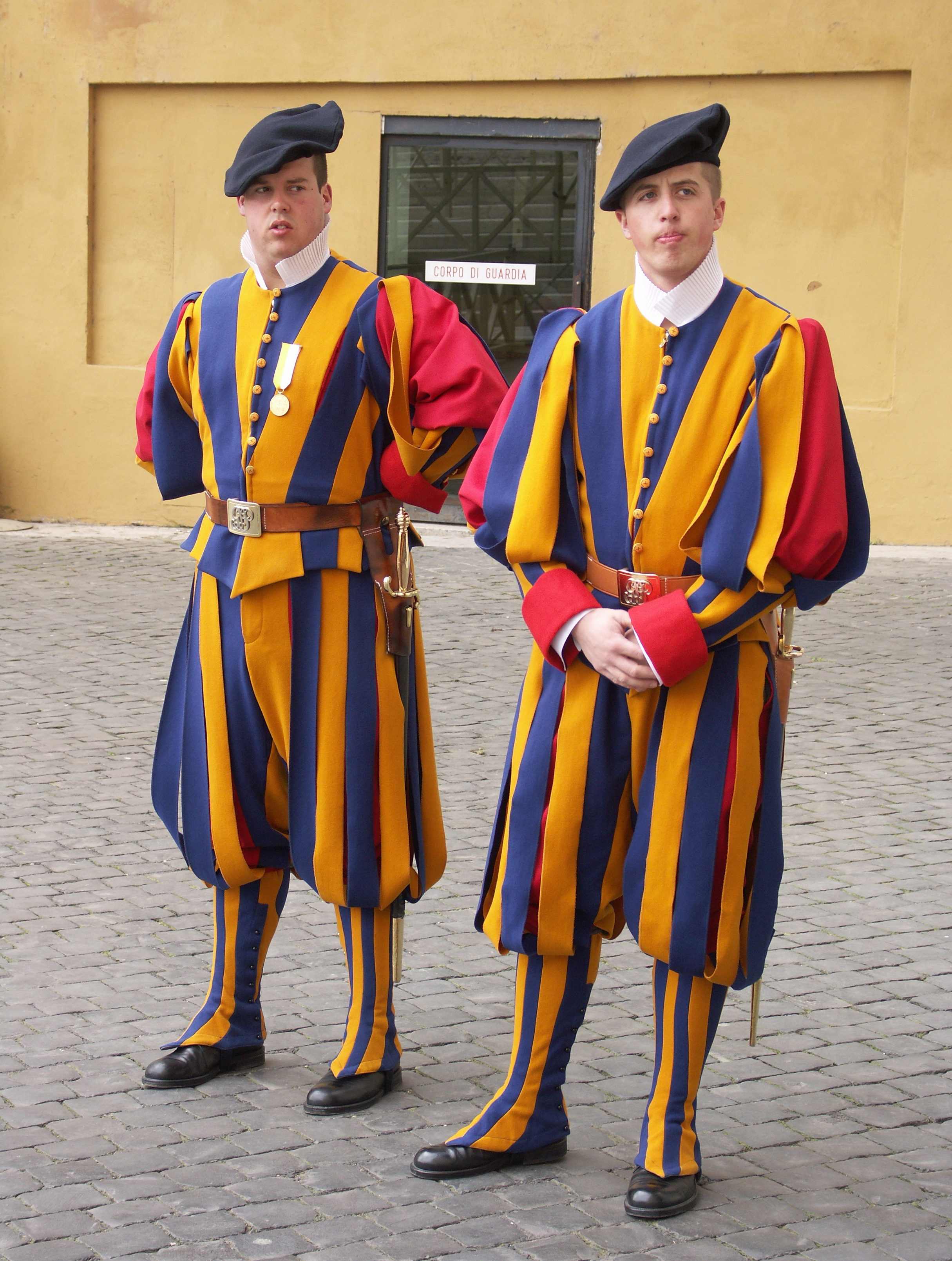
Schweizer Gardisten

Mühlmann wuchs in Lützschena bei Leipzig auf, wo sein Vater Christian II. Mühlmann 1633–1660 als Pfarrer tätig war. Er studierte in der Fürstenschule zu Pforte, nachfolgend zu Jena und Leipzig. Dann reiste er nach Rom zu seinem Bruder Christian III. Mühlmann, der dort als päpstlicher Sekretär arbeitete. Dort erfuhr er, dass dieser zwischenzeitlich verstorben war. Er wurde gezwungen 12 Jahre Trabante Dienste bei der Päpstlichen Garde zu leisten erhielt aber durch Vorspruch des Kardinals und Fürst-Bischof von Breslau, Prinz Friedrichs von Hessen-Darmstadt, der 1637 zum katholischen Glauben konvertierte, seine Demission. Er besuchte die italienischen Akademien und kehrte 1671 nach Leipzig zurück, wo er Magister wurde und als Übersetzer der italienischen Sprache erfolgreich arbeitete. Auch war er des Französischen mächtig. Mühlmann verfasste zahlreiche Werke. Er war ein Münzverständiger und fertigte ein Gazophylacium von goldenen und silbernen Münzabdrucken „welche sowohl in weissen als gelben Laan, wie auch in Papier mit größter Mühe nach den Originalien mit der Feder nachgerissen, bestehend über 10000 Copien, in 2 starcken Folianten mit einem Indice und Manuscripto speciali u. von mehr als 20 Alphabeten darzu gehörig, so dessen hinterlassene Erben annoch besitzen.“ Er starb zu Leipzig am Podagra den 24. April 1715.

## Familie
Mühlmanns Eltern waren Christian II. Mühlmann (* 11. Februar 1611; † 13. September 1660), 27 Jahre Pfarrer in Lützschena ⚭ Susanna N.N.
Großeltern väterlicherseits: Johann Mühlmann, Archidiakonus an der Nikolaikirche zu Leipzig ⚭ 17. Oktober 1608 Gertraud (geborene Grünewald, Witwe von Paul Bursius).
Mühlmanns Bruder war Christian III. Mühlmann (* um 1640, gestorben in Rom als päpstlicher Sekretär). Seine Stiefmutter Elisabeth war eine Tochter von Johann Heimpohl, Bürgermeister und Notar in Brehna, als Witwe heiratete sie 1665 in Leipzig Johann Hentzschel, Bürger und Kramer. Mühlmanns Halbschwester Euphrosine (* 25. März 1655 in Lützschena; † 21. Juli 1669 in Leipzig) starb an Folgen der Pocken.
Mühlmanns Onkel waren die Jesuiten Johann II. und Hieronymus II. sowie der Prediger Paul Mühlmann.

## Werke
- Dizzionario italiano-tedesco & tedesco-italiano in 2 Theilen.
- Guida crusante, oder kurz und deutlich romanisch=toscanisch=italienischen Sprachmeister.
- Passa-Tempo toscan‘ Italiano curiosissimo.
- Raccolta di tutte le Preghiere.
- Raccolta di Proverb. italian. und Poesie toscane.
- Numismarum ad historiam modernam pertinentium.
- Fontana Della Crusca, Overo Dizzionario Italiano-Tedesco, E Tedesco-Italiano. Das ist: Italiänisch-Teutsch- und Teutsch-Italiänisches Sprach- und Wörter-Buch, Castelli, Nicolò di. Gleditsch und Weidmann, Leipzig 1709 & 1718.
- Apparatus Numismatum Das ist Vorrath Curiöser/ rarer und Sinnreicher Medaglien/ Schau-Stücken/ Gedächtniß-Müntzen. Ehren-Pfennigen/ [et]c.: Welche sowohl in Teutsch- als auch anderen Landen und angrätzenden Königreichen…gepreget und gemüntzet worden. Scholvien, Leipzig 1700.